# Championnat d'Écosse de football de deuxième division 2021-2022
Navigation
Édition précédente Édition suivante
Le championnat d'Écosse de football de 2e division 2021-2022 (ou Scottish Championship), est la 116e édition du Championnat d'Écosse de football de deuxième division. Il s'agit de la 9e édition de ce championnat sous cette nouvelle formule depuis la réforme du football écossais de 2013.
Cette saison, le championnat retrouva sa formule à 36 matchs par équipe, contrairement aux 27 matchs par équipe la saison précédente, à cause de la crise du coronavirus.

## Clubs participants à l'édition 2021-2022
| \| Kilmarnock Arbroath Ayr United Hamilton Academical DUN Morton Inverness CT Queen of the South Partick Thistle Raith Rovers \| Localisation des clubs engagés dans le championnat. |
| Kilmarnock Arbroath Ayr United Hamilton Academical DUN Morton Inverness CT Queen of the South Partick Thistle Raith Rovers                                                           |

| Club                                       | Classement 2020-2021          | Entraîneur    | Stade              | Capacité théorique | Ville       |
| ------------------------------------------ | ----------------------------- | ------------- | ------------------ | ------------------ | ----------- |
| Kilmarnock                                 | 11e Scottish Premiership (SP) | Derek McInnes | Rugby Park         | 17 889             | Kilmarnock  |
| Hamilton Academical                        | 12e Scottish Premiership (SP) | Stuart Taylor | New Douglas Park   | 6 018              | Hamilton    |
| Raith Rovers Football Club                 | 3e                            | John McGlynn  | Stark's Park       | 8 867              | Kirkcaldy   |
| Dunfermline Athletic Football Club         | 4e                            | John Hughes   | East End Park      | 11 480             | Dunfermline |
| Inverness Caledonian Thistle Football Club | 5e                            | Billy Dodds   | Caledonian Stadium | 7 750              | Inverness   |
| Queen of the South Football Club           | 6e                            | Willie Gibson | Palmerston Park    | 8 690              | Dumfries    |
| Arbroath Football Club                     | 7e                            | Dick Campbell | Gayfield Park      | 6 600              | Arbroath    |
| Ayr United                                 | 8e                            | Lee Bullen    | Somerset Park      | 10 185             | Ayr         |
| Greenock Morton                            | 9e                            | Dougie Imrie  | Cappielow          | 11 589             | Greenock    |
| Partick Thistle                            | 1er League One (D3)           | Ian McCall    | Firhill Stadium    | 10 102             | Glasgow     |

## Compétition
La saison compte 36 journées de 5 matchs, chaque équipe jouant quatre fois ses adversaires.

### Règlement
Le classement est établi sur le barème de points classique (victoire à 3 points, match nul à 1, défaite à 0). Les clubs à égalité en nombre de points sont départagés en fonction des critères suivants :
1. Plus grande différence de buts générale
2. Plus grand nombre de buts marqués
3. Confrontations directes entre les équipes : 
  1. points terrain ;
  2. différence de buts particulière ;
  3. nombre de buts inscrits
4. Dans le cas où l'égalité persiste et où une place de promotion/relégation est en jeu, les équipes se départagent lors d'un match d'appui sur terrain neutre ; sinon (place ne présentant aucun enjeu), elles sont déclarées ex aequo.

### Classement général
| Rang | Équipe                       | Pts | J  | G  | N  | P  | Bp | Bc | Diff |
| ---- | ---------------------------- | --- | -- | -- | -- | -- | -- | -- | ---- |
| 1    | Kilmarnock R                 | 67  | 36 | 20 | 7  | 9  | 50 | 27 | +23  |
| 2    | Arbroath                     | 65  | 36 | 17 | 14 | 5  | 54 | 28 | +26  |
| 3    | Inverness Caledonian Thistle | 59  | 36 | 16 | 11 | 7  | 53 | 34 | +19  |
| 4    | Partick ThistleP             | 52  | 36 | 14 | 10 | 12 | 46 | 40 | +6   |
| 5    | Raith Rovers                 | 50  | 36 | 12 | 14 | 10 | 44 | 44 | 0    |
| 6    | Hamilton AcademicalR         | 42  | 36 | 10 | 12 | 14 | 38 | 53 | -15  |
| 7    | Morton                       | 40  | 36 | 9  | 13 | 14 | 36 | 47 | -11  |
| 8    | Ayr United                   | 39  | 36 | 9  | 12 | 15 | 39 | 52 | -13  |
| 9    | Dunfermline Athletic         | 35  | 36 | 7  | 14 | 19 | 36 | 53 | -17  |
| 10   | Queen of the South           | 33  | 36 | 8  | 9  | 19 | 36 | 54 | -18  |

Promotions
- Promotion en Scottish Premiership
- Qualification pour les barrages de promotion

Relégations
- Relégation en Scottish League One
- Barrages de relégation

Abréviations
- P : Promus de Scottish League One 2020-2021
- R : Relégué de Scottish Premiership 2020-2021

### Barrages de promotion/relégation
Les équipes classées deuxième, troisième et quatrième participent aux barrages. Si une de ces équipes remporte cette compétition prenant la forme d'une coupe en matches aller-retour, elle accède à la division supérieure.
La quatrième équipe participante est l'équipe ayant terminé à l'avant-dernière place de la division supérieure. L'équipe qui remporte les barrages joue la saison 2022-2023 en première division. La perdante en deuxième division.

#### Quarts de finale
| 3 mai 2022 | Partick Thistle     | 1-2   | Inverness CT                            | Firhill Stadium                                   |                                                   |
|            | Robbie Crawford 54e | (0-0) | 71eShane Sutherland · 82eAustin Samuels | Spectateurs : Huis-clos Arbitrage : Steven McLean | Spectateurs : Huis-clos Arbitrage : Steven McLean |

| 6 mai 2022 | Inverness CT       | 1-0   | Partick Thistle | Caledonian Stadium                               |                                                  |
|            | Austin Samuels 29e | (1-0) |                 | Spectateurs : Huis-clos Arbitrage : Kevin Clancy | Spectateurs : Huis-clos Arbitrage : Kevin Clancy |

#### Demi-finale
| 10 mai 2022 | Inverness CT | 0-0   | Arbroath | Caledonian Stadium                                |                                                   |
|             |              | (0-0) |          | Spectateurs : Huis-clos Arbitrage : Euan Anderson | Spectateurs : Huis-clos Arbitrage : Euan Anderson |

| 13 mai 2022                     | Arbroath          | 0-0                                       | Inverness CT | Gayfield Park                                      |                                                    |
|                                 |                   | (0-0)                                     |              | Spectateurs : Huis-clos Arbitrage : William Collum | Spectateurs : Huis-clos Arbitrage : William Collum |
| McKenna · Low · Hamilton · Linn | Tirs au but 3 - 5 | McKay · Ardy · Welsh · Harper · Broadfoot |              | Spectateurs : Huis-clos Arbitrage : William Collum | Spectateurs : Huis-clos Arbitrage : William Collum |

#### Finale
| 20 mai 2021 | Inverness CT          | 2-2   | Saint Johnstone                     | Caledonian Stadium                         |                                            |
|             | Reece McAlear 73e 80e | (0-2) | 18eShaun Rooney 24eCharles Hallberg | Spectateurs : 500 Arbitrage : Bobby Madden | Spectateurs : 500 Arbitrage : Bobby Madden |

| 23 mai 2021 | Saint Johnstone                                         | 4-0   | Inverness CT | McDiarmid Park                                 |                                                |
|             | S. May 46e Cameron MacPherson 53e Hendry 87e Rooney 90e | (0-0) |              | Spectateurs : Huis-clos Arbitrage : Nick Walsh | Spectateurs : Huis-clos Arbitrage : Nick Walsh |